# Džamilé
Džamilé (v originále Djamileh) je jednoaktová opéra comique, kterou složil v roce 1871 skladatel Georges Bizet na libreto Louise Galleta, inspirovaného orientální pohádkou ve verších Namouna Alfreda de Musseta.

## Vznik opery

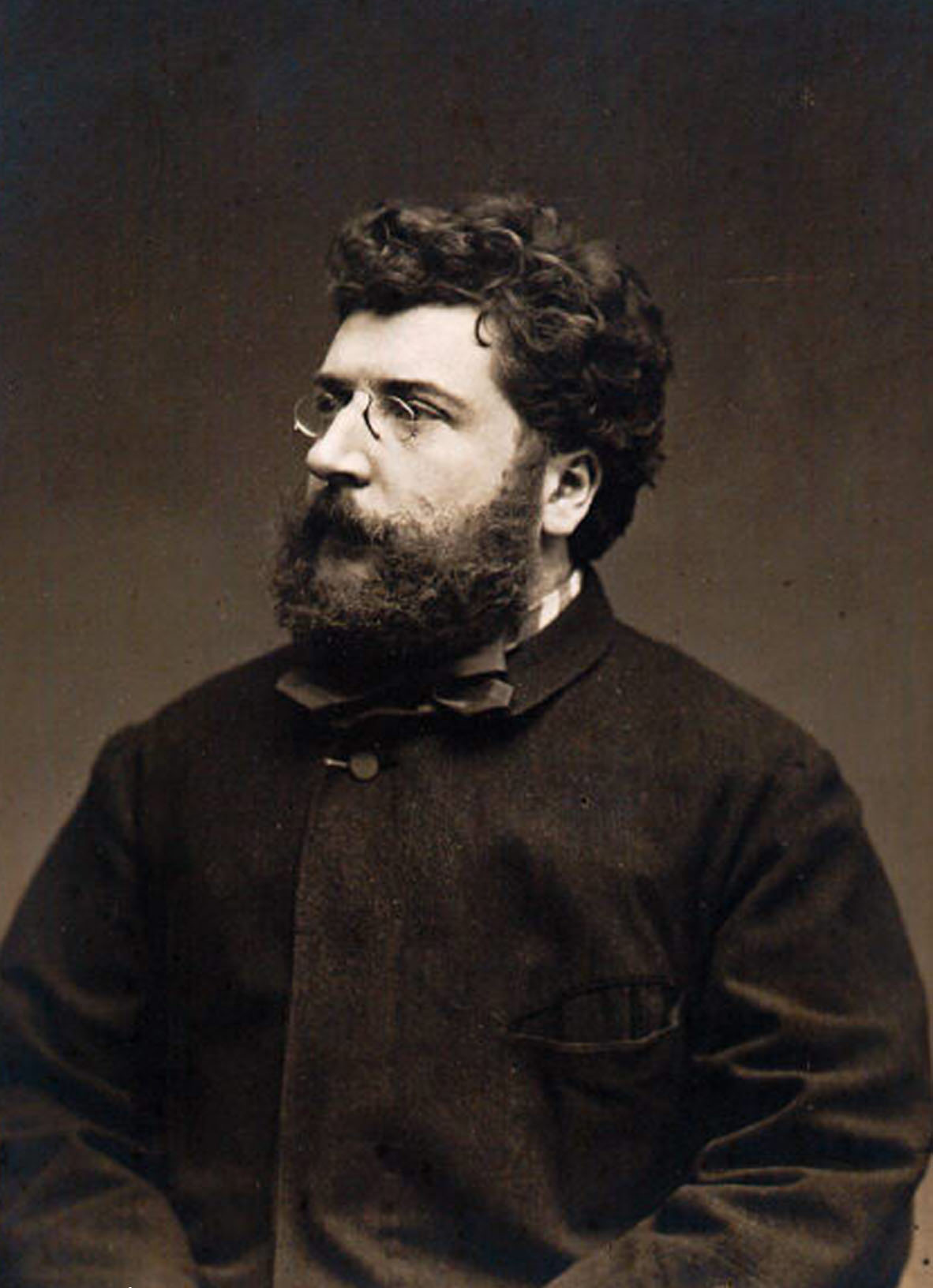
Georges Bizet

Operu Džamilé zkomponoval Georges Bizet na přání Camille du Locle, ředitele pařížské Opéra-Comique, který mu v roce 1871 nabídl i libreto Louise Galetta zpracované podle předlohy Alfréda de Musseta Namouna. Libretista ponechal dvě hlavní postavy – Džamilé (Namouna) a Haruna (Hassan) – a připsal třetí postavu Splendiana, sluhy a důvěrníka mladého Haruna. Děj zasadil do Harunova paláce v Káhiře 18. století.
Bizet v krátké době složil hudbu, ale uvažovaná protagonistka hlavní role Célestine Galli-Marié, kterou si přál Bizet, byla vázána smlouvou v jiném představení. Nejasnosti s obsazením rolí oddálily premiéru opery v Opéra-Comique v Paříži na 22. května 1872. V titulních rolích se představili Aline Prelly (Džamilé), Alphonse Duchesne (Harun) a Pierre-Armand Potel (Splendiano), dirigoval Adolphe Deloffre.
Ředitel divadla věnoval péči též nákladné výpravě, ale opera neměla velký úspěch a po 10 představeních byla stažena z repertoáru. Mimo Francii byla uvedena ve Stockholmu (1889), Římě (1890) a v Dublinu, Praze, Manchesteru a Berlíně (1892).

## Hudba
I přes chybějící dramatické situace a výraznou charakteristiku postav v libretu, se Bizetovi podařilo překonat tyto nedostatky silně evokující hudbou ve sborech (západ slunce nad Nilem) a při měnících se náladách Haruna a Splendiana. V hudebním ztvárnění Džamilé uplatnil Bizet orientální harmonii vycházející z opakujících se rýmů (gazelů), typických pro arabskou, perskou a tureckou poezii a začlenil ji do vlastního kompozičního konceptu. Hudebně se přiblížil spíše k Ravelovi než ke Gounodovi. Počáteční neúspěch opery byl zapříčiněn i nepříznivým vyjádřením pařížských kritiků.

## Uvedení
Velkým obdivovatelem tohoto díla byl dirigent Gustav Mahler. Operu Džamilé představil v roce 1892 v Hamburku a pak ještě devatenáctkát v letech 1898–1903 ve Vídeňské státní opeře. Traduje se, že skladatel Richard Strauss se jí inspiroval při komponování své opery Ariadna na Naxu. V Paříži byla znovu uvedena 27. října 1938.

## Osoby
| Harun, bohatý Turek             | tenor        |
| Džamilé, otrokyně v jeho harému | mezzosoprán  |
| Splendiano, důvěrník Haruna     | baryton      |
| Otrokář                         | mluvená role |

## Děj opery
Místo a čas: Harunův palác v Káhiře, 18. století
Džamilé je mladá otrokyně v harému bohatého, mladého Turka Haruna, do kterého je zamilovaná. Ten se rád obklopuje stále novými otrokyněmi, které ho však brzy omrzí. Džamilé v něm ale vzbuzuje nejasné tušení citu a proto žádá svého sluhu a důvěrníka Splendiana, aby ji propustil z paláce a provdal ji. Splendiano Džamilé tajně miluje a proto rozhodnutí svého pána vítá a doufá, že ji získá za ženu.
Džamilé, která právě prochází kolem zaslechne jejich hovor. Později přemluví Spendiana, aby jí znovu, v přestrojení, přivedl k Harunovi, jako jednu z nových otrokyň, které mu Harun přikázal koupit od otrokáře. Slibuje mu, že pokud ji Harun odmítne, stane se Splendianovou ženou.
Když Harun hraje se svým přítelem kostky, přivádí Splendiano nové otrokyně. Když přijde první a tančí, Harun sotva zvedne oči od hry. Když však vstoupí Džamilé v závoji a předvede svůj procítěný tanec, Harun požádá Splendiana, aby ho zastoupil ve hře a přistoupí k Džamilé se slovy obdivu. Ta mu zakrátko odhalí svoji totožnost a vyzná se ze své lásky k němu. Harun ji chce vyzkoušet a proto ji tvrdě odmítá. Když však vidí její hluboký zármutek, vyzná se jí ze svých skutečných citů a nabídne jí provždy místo po svém boku.

## Nahrávky
RCA 74321 678 302: Marie-Ange Todorovitch, Jean-Luc Maurette, François le Roux, Jean-Louis Grinfeld, Orchestre National d'Île de France, Jacques Mercier (1988)

Orfeo C 174 881 A: Lucia Popp, Franco Bonisolli, Jean-Philippe Lafont, Jacques Pineau, Orchestr a sbor Bavorského rozhlasu, Lamberto Gardelli (1983)